# Segimer (Vater des Arminius)
Segimer oder Sigimer (lateinisch Segimerus oder Sigimerus) war ein Stammesfürst der Cherusker und der Vater des Arminius und des Flavus sowie Großvater des Italicus.
Er war zunächst Bündnispartner Roms; seine beiden Söhne traten in den römischen Kriegsdienst, nachdem sie zuvor als Geiseln Roms in Italien erzogen wurden. Laut Cassius Dio war Segimer neben seinem Sohn Arminius einer der wichtigsten Anführer des Aufstandes gegen die Römer, denen im Jahr 9 n. Chr. in der Varusschlacht eine vernichtende Niederlage beigebracht wurde. Flavus dagegen blieb Rom treu ergeben und Offizier in der römischen Armee. In der Darstellung der Feldzüge des Germanicus bei Tacitus in den Jahren 14 bis 16 wird Segimer, anders als sein Bruder Inguiomer, nicht mehr erwähnt.